# Papër
Papër falu és alközség Albánia középső részén, a Shkumbin folyót övező dombvidéken, Elbasantól légvonalban 13, közúton 15 kilométerre délnyugati irányban. Elbasan megyén és Elbasan községen belül Papër alközség központja, amelynek további települései Balldren, Bizhuta, Broshka, Jalesh, Lugaj, Murras, Pajun, Papër-Sallak, Ullishtas, Valas, Vidhas és Vidhas-Hasgjel. A 2011-es népszámlálás alapján Papër alközség népessége 6348 fő.
A változatos domborzatú vidék keleti része a Shkumbin folyó szétterülő völgye, az Elbasani-sík nyugati peremén, valamint a Papërnál összeszűkülő völgy két oldalán fekszik. A folyó déli (bal) parti sávjában Broshka és Valas falvak még síkvidéken fekszenek, tőlük délre azonban a Hysgjokaj–belshi-dombvidék vonulatai nyomulnak a Shkumbin-völgybe; a legmagasabb pont itt a Brash-hegy (Maja e Brashit, 345 m). A folyótól északra a kiterjedt Pezai-dombvidék lábai alkotják a völgyoldalt, a jelentősebb magaslatok a csaknem a folyónál fekvő Murrasi-hegy (Maja e Murrasit, 312 m), valamint az északabbra található Pus-hegy (Maja e Pusit, 429 m). Papër vidékének legfontosabb vizei a Shkumbin, valamint annak jobb oldali mellékvizei, a Papër-patak (Përroi i Papërit) és a Zall i Ranzës (’Ranzai-kavicsos’). Az alközséget átszeli a Shkumbinnal párhuzamosan futó, Elbasan városát a tengerparti utakkal összekötő SH7-es főút, amelyből Papërnál ágazik le a Cërriken keresztül a Devoll folyó völgyébe tartó SH59-es út.
A kommunizmus évtizedeiben munkatábor működött Papërnál, ahol fogvatartói 1979-ben hírhedten kegyetlen módon vetettek véget egy shkodrai pap, Ernest Çoba életének.